# 桑迪·沃尔什
桑迪·沃尔什（英語：Sandy Henny Walsh，1995年3月14日—）是出生于比利时的印尼足球运动员，司职后卫。目前效力比利時甲級足球聯賽俱乐部梅赫倫，同时也代表印度尼西亚国家足球队。

## 荣誉

### 俱乐部
亨克
- 比利时杯冠军：2012–13
- 比利时超级杯冠军：2011–12

亚军：2013
瓦勒海姆聚尔特
- 比利时超级杯亚军：2017

梅赫倫
- 比利时杯亚军：2022–23

### 国家队
荷兰U-17
- 國際足協U-17世界盃冠军：2012